# Rudolf Menge
Rudolf Menge (* 7. Juni 1845 in Weimar; † 23. Oktober 1912 in Oldenburg) war ein deutscher Gymnasiallehrer und Klassischer Philologe.

## Leben und Beruf
Menge war der Sohn des Weimarer Maurermeisters Bernhard Menge. Da der  Vater die Familie schon vor der Geburt seines Sohnes verlassen hatte, musste die Mutter Emma geb. Föckler allein für den Lebensunterhalt und die Erziehung Rudolfs und seines Bruders sorgen. Menge wuchs in kärglichen Lebensverhältnissen auf, die er schon als Kind und Jugendlicher durch die Erteilung von Nachhilfeunterricht und durch Aushilfsarbeiten aufbesserte. Ab 1857 besuchte er das Wilhelm-Ernst-Gymnasium Weimar. Den Schulbesuch, der ihm durch Stipendien ermöglicht wurde, schloss er 1864 mit dem Abitur ab. Anschließend studierte er an den Universitäten Jena und Berlin klassische Philologie und Philosophie. Seine Studien konnte er 1867 in Jena mit einer Promotion im Fach Philosophie abschließen und trat im selben Jahr seine erste Lehrerstelle an seinem alten Gymnasium in Weimar an. 1868 reiste er zu Studienzwecken nach Dänemark. Im Jahr darauf legte er in Göttingen das Staatsexamen ab. Es folgten weitere Studienreisen 1870 noch Paris und 1872 nach Italien, die bei Menge das Interesse an der klassischen Kunstgeschichte hervorriefen. 1890 verbesserte und vervollständigte er seine Kenntnisse auf einer längeren Studienreise nach Italien und Griechenland. Seine Reisen und die Bildungserfahrungen vor Ort ließ Menge als einer der ersten Gymnasiallehrer auch in seinen Unterricht einfließen und legte auch einen Schwerpunkt auf die Kunsterziehung, zu der er umfassend publizierte. Sein weiteres Interesse galt dem Leben und Werk des Caesar, welche er ebenfalls für den gymnasialen Unterricht aufbereitete. 1883 erschien die erste von ihm bearbeitete Schulausgabe des De bello Gallico und 1893 die des De bello civili. Beide Werke waren erfolgreich und erreichten bis 1910 insgesamt 14 bzw. 3 Auflagen. Von 1885 bis 1910 gab er außerdem zusammen mit Siegesmund Preuß ein Lexicon Caesarianum heraus.
Am 6. Oktober 1876 wurde Menge an das Karl-Friedrich-Gymnasium in Eisenach versetzt und dort 1880 zum Professor ernannt. Unter Mithilfe einiger Kollegen begründete Menge dort ein Schulmuseum, welches Anschauungsmittel für den geographischen, geschichtlichen und naturgeschichtlichen Unterricht für alle Schulen der Stadt bot. Weiterhin legte er mit finanzieller Unterstützung von Großherzog Carl Alexander eine Sammlung großer Photographien zur Veranschaulichung von Kunst und Leben im Altertum an. Ostern 1886 wechselte er zu den Franckesche Stiftungen nach Halle. Dort erhielt er mit dem Gehalt eines preußischen Direktors die Stelle des zweiten Professors für Lateinische Sprache und war zugleich Inspector Adiunctus des angeschlossenen Alumnats der Schule. In den Jahren in Halle wandte sich Menge seinem dritten Publikationsschwerpunkt, der praktischen Pädagogik, zu. Angeregt dazu hatte ihn schon ab Ende der 1870er Jahre der Kontakt zu Wilhelm Rein, dem letzten Vertreter des Herbartianismus, und zu dem Verein für Wissenschaftliche Pädagogik in Jena, dem auch Rein angehörte und in dessen Vorstand Menge später gewählt wurde. 1896 wurde er Mitherausgeber der von Gustav Richter und Otto Frick gegründeten Zeitschrift Lehrproben und Lehrgänge, die ebenfalls die Herbartsche Pädagogik propagierte. Sein Engagement verstärkte auch Menges Kritik an der vorherrschenden Praxis des gymnasialen Unterrichts:

„Wir leiden noch entsetzlich an Mechanismus, ja derselbe wird durch unseren Schulorganismus oder wenigstens durch die darin herrschende Praxis großgezogen. Denn das Gymnasium gilt als das beste, wo die Reiflinge am meisten herplappern können, ohne des Denkens dabei zu bedürfen.“

1895 wurde Menge schließlich als Oberschulrat in das Evangelische Lehrerseminar Oldenburg berufen, was gleichzeitig mit der Stelle eines Referenten im Staatsministerium verbunden war. Mit dieser Position übernahm Menge die Schulaufsicht über die höheren und mittleren Schulen sowie fünfzig Volksschulen, das Lehrerseminar und die Töchterschulen des Großherzogtums Oldenburg wahr und kümmerte sich zusätzlich um Verwaltungsaufgaben wie Schulbauten sowie Lehrerbesoldungs- und Schulgesetz. Er reformierte die Lehrpläne der höheren Schulen (1898) und an Mittelschulen (1908), wobei er sich an preußische Vorlagen anlehnte, und reformierte ebenfalls den Unterricht.
Weiterhin galt sein Engagement den Volksbildungsvereinen, und er unterstütze die Organisatoren der Volksunterhaltungsabende in Oldenburg. Durch seine vielfältigen Tätigkeiten reduzierten sich ab 1895 seine Publikationen auf einige wenige, vor allem schulpraktische Schriften, die er in Zeitschriften und Handbüchern veröffentlichte. Privat war Menge, sofern es seine Zeit erlaubte, im Deutschen Sprachverein, im Kolonialverein und im Literarisch geselligen Verein engagiert. Freundschaften verbanden ihn mit dem Direktor der Oberrealschule Krause und dem Orientalisten Carl Albrecht. 1908 wurde Menge durch die Einführung hauptamtlicher Schulinspektoren für die Volksschulen entlastet. Menge starb 1912 nach einem operativen Eingriff an Blutvergiftung.

## Familie
Menge heiratete am 10. Juli 1875 Minna Sältzer, die Tochter eines Weimarer Staatsrats. Aus der Ehe gingen die Söhne Paul und Fritz sowie die Tochter Elisabeth hervor.

## Werke (Auswahl)
- De Marci Masuri Cretensis Vita Studiis Ingenio. Jena. 1868.
- Gymnasium und Kunst. Eisenach. 1877.
- Römische Kunstzustände im Zeitalter des Augustus. Berlin. 1878.
- Einführung in die antike Kunst. Leipzig. 1880. 2. Auflage: 1901. Englische Ausgabe: 1887.
- gemeinsam mit S. Preuß: Questiones Caesarianae. Eisenach. 1883.
- Lexicon Caesarianum. Leipzig. 1885–1890.
- Über das Relativum in der Sprache Caesars. Halle. 1889.
- Troja und die Troas nach eigener Anschauung geschildert. Gütersloh. 1891. 2. Auflage: 1905.
- Ithaka aus eigener Anschauung geschildert. Gütersloh 1891, 2. Auflage: 1903.  (Hrsg.),
- Als Herausgeber: August Hermann Böger Niemeyer: Originalstellen griechischer und römischer Klassiker über die Theorie der Erziehung und des Unterrichts. Halle. 1898.